# Bhayanak Maut
Bhayanak Maut ist eine Deathcore-Band aus Mumbai, Indien.

## Geschichte
Die Band Bhayanuk Maut wurde im Jahr 2003 in der indischen Großstadt Mumbai gegründet. Der Name leitet sich nicht von einem Song der Band Megadeth ab, sondern angeblich nach einem Horrorfilm der Ramsay Brothers. Bhayanak Maut kommt aus dem Hindi und heißt frei übersetzt „schrecklicher Tod“.
Bereits im Jahr 2004 erschien mit Hell Is All People bereits das erste Album der Band. Die erste EP Malignant wurde 2006 veröffentlicht. Bhayanak Maut ist auf der Kompilation Fine Tuned Disaster mit anderen indischen Bands wie Pin Drop Violence, Scribe, Skincold, Amidst the Chaos und Bitchslap zu hören. Auf dieser Kompilation wurden 4 Songs eingespielt, wovon drei neu waren. Im August 2009 erschien das zweite Album Bhayanak Maut über Grey and Saurian Records aus Neu-Delhi. Das Album erhielt eine Kritik in der September-2009-Ausgabe des Magazins Rolling Stone, es ist somit das erste Album einer indischen Band, welche dort kritisiert wurde. 2010 erschien die zweite EP, Metastasis, welche von der Band kostenfrei zum Download angeboten wird. Für 2012 ist ein neues Album angesetzt.
Die Gruppe spielte 2007 auf dem „Great Indian Rock“ (GIR) in Neu-Delhi, gemeinsam mit der norwegischen Metal-Band Enslaved. Im November 2008 spielte die Band mit Satyricon und Sahg auf dem GIR in Mumbai. Am 5. Dezember 2009 spielte Bhayanak Maut in Bangalore auf dem Deccan Rock mit Textures und Amon Amarth. Auch spielte die Band auf dem Inferno Metal Festival Norway 2011 in Oslo. Im selben Jahr war die Gruppe in 6 Kategorien bei den Rolling Stone Metal Awards nominiert. Ende Oktober 2014 veröffentlichte die Gruppe ihr inzwischen drittes Studioalbum namens Man zunächst auf digitaler Ebene.

## Musiker
Seit der Gründung im Jahr 2003 musste die Gruppe mit mehreren Besetzungswechseln kämpfen. Das heutige Lineup der sechsköpfigen Band besteht aus den beiden Sängern Vinay Venkatesh und Sunneith Revankar, dem Bassisten Swapnil Bhumkar, dem Schlagzeuger Rahul Hariharan, sowie den beiden Gitarristen Aditya Gopinathan und R. Venkatraman.
Der ehemalige Schlagzeuger Jai Row Kavi (ex-Pin Drop Violence) ersetzte Hariharan zwischenzeitlich am Schlagzeug, da Hariharan im August 2009 nach England flog, um dort sein Studium zu beginnen. Inzwischen ist Rahul Hariharan wieder in der Band aktiv. Anfang 2010 gab Vinay Venkatesh an, nur noch im Studio mit der Band arbeiten zu wollen, stieß allerdings später wieder als vollwertiges Mitglied zur Band zurück. Sriran Sharma (Gesang) und Jaison Lewis (Bassgitarre) sind weitere ehemalige Mitglieder der Band.

## Stil
Die Musik der Gruppe kann dem Deathcore zugeordnet werden, welcher allerdings vom Melodic Death Metal beeinflusst wird. Die Musiker selbst sind Fans von verschiedenen Musikrichtungen. Die Texte der Gruppe, sind größtenteils in englischer Sprache verfasst.

## Diskografie

### EPs
- 2006: Malignant
- 2010: Metastasis

### Alben
- 2004: Hell Is All People
- 2009: Bhayanak Maut (Grey and Saurian Records)
- 2014: Man